# Myrtilos
Myrtilos (grc. Μύρτίλος) – w mitologii greckiej syn Hermesa, woźnica Ojnomaosa, króla Pisy w Elidzie.
Myrtilos był synem Hermesa zrodzonym z Danaidy Featusy bądź też Klymene.
Drzewo genealogiczne Myrtilosa
| Zeus | Zeus | Zeus | Zeus | Zeus   | Zeus   |        |        | Maja   | Maja   | Maja     | Maja | Maja | Maja |  |  | Danaos  | Danaos  | Danaos  | Danaos  | Danaos  | Danaos  |
| Zeus | Zeus | Zeus | Zeus | Zeus   | Zeus   |        |        | Maja   | Maja   | Maja     | Maja | Maja | Maja |  |  | Danaos  | Danaos  | Danaos  | Danaos  | Danaos  | Danaos  |
|      |      |      |      |        |        |        |        |        |        |          |      |      |      |  |  |         |         |         |         |         |         |
|      |      |      |      | Hermes | Hermes | Hermes | Hermes | Hermes | Hermes |          |      |      |      |  |  | Featusa | Featusa | Featusa | Featusa | Featusa | Featusa |
|      |      |      |      | Hermes | Hermes | Hermes | Hermes | Hermes | Hermes |          |      |      |      |  |  | Featusa | Featusa | Featusa | Featusa | Featusa | Featusa |
|      |      |      |      |        |        |        |        |        |        |          |      |      |      |  |  |         |         |         |         |         |         |
|      |      |      |      |        |        |        |        |        |        | Myrtilos |      |      |      |  |  |         |         |         |         |         |         |

Myrtilos został woźnicą Ojnomaosa, króla Pisy w Elidzie, ojca królewny Hippodamei, Była to piękna kobieta o złotych włosach. Myrtilos od dawna ją kochał. Królewna nie mogła jednak wyjść za mąż, nie tylko za niego, ale w ogóle – z woli swego ojca. Różnie przyczyny podają różne wersje mitu. Wedle jednej wersji monarcha usłyszał kiedyś przepowiednię, że śmierć przyjdzie nań z ręki zięcia. Powodem mogło być również to, że Ojnomaos pożądał jej kazirodczo, co spotkało się z oporem córki. W każdym razie starał się uniemożliwić córce wstąpienie w związek małżeński. Pretendent musiał wygrać z władcą wyścig na rydwany. Metę ustanowiono na Przesmyku Korynckim, w Koryncie tam, gdzie znajdował się ołtarz Posejdona. Zalotnik brał Hippodameję na swój rydwan i uciekał. Piękna dziewczyna rozpraszała zalotnika w jego rydwanie, a ponadto obciążała ona dodatkowo rydwan Jeśliby pretendent dojechał Przesmyku Korynckiego niedogoniony, mógł poślubić królewnę. Jeśli jednak król go dogoni, zabije go przez obcięcie głowy. 12 głów wisiało nad bramą do zamku Ojnomaosa, gdy wyzwanie podjął Pelops, syn Tantala, Zeusowego syna władającego niegdyś Sipylos w Azji Mniejszej.
Tym razem sytuacja była inna, bo sama Hippodameja zakochała się w młodzieńcu wielkiej urody. Postanowiła działać. Poprosiła o pomoc Myrtilosa, wykorzystując jego uczucie. Możliwe, że Pelops albo i sama Hippodameja za pomoc obiecali mu jedną noc z królewną. Myrtilos majstrował przy kołach rydwanu Ojnomaosa. Jedna z wersji mówi, iż je wyjął po prostu, inna zaś podaje, że zatyczki z brązu zamienił na woskowe, co opisuje Ferekydes z Aten. Możliwe też, że zmienił w ten sposób osie kół. Rozpoczęto wyścig. W jego trakcie wosk stopił się i koła rydwanu króla odpadły. Monarcha stracił życie, przeklinając zdradę Myrtilosa.
Pelops wraz z żoną i Myrtilosem jechał rydwanem. Gdy Hippodameja poskarżyła się na spierzchnięte usta, mąż poszedł szukać wody, by dać jej pić. Wtedy to Myrtilos próbował ją zniewolić. Inna wersja mówi, że nie było próby zgwałcenia, że to sama Hippodameja uwodziła Myrtilosa, który odrzucił jej zaloty, a następnie oskarżyła go przed Pelopsem. Po powrocie Pelopsa Hippodameja powiedziała mu o próbie zgwałcenia, a ten zrzucił woźnicę z Gerajstosu do morza, które odtąd jest zwane Mirtejskim. Wedle innej wersji Pelops zrzucił Myrtilosa do morza podstępem, nie zgadzając się, by współżył on z Hipodameją, co mu wcześniej obiecywał. W chwili śmierci Myrtilos przeklął Pelopsa, Hippodameję, ich dzieci i wszystkich potomków.
Na tym jednak historia Myrtilosa się nie kończy. Po jego śmierci Hermes umieścił Myrtilosa na nieboskłonie, tworząc w ten sposób gwiazdozbiór Woźnicy.